# Canon EF-S 10-22mm-objectief
De Canon EF-S 10-22mm f/3.5-4.5 USM is een objectief gemaakt door de Japanse fabrikant Canon. Door de EF-S lensvatting kan dit objectief alleen gebruikt worden op Canon EOS-camera's die zijn voorzien van een zogenaamde crop-sensor. Dit betekent dat dit objectief het equivalent is van een full-frame-objectief met een brandpuntsafstand van tussen de 16 en 35 mm. Hoewel niet gekenmerkt als L-objectief beschikt dit objectief over een intern focussysteem en een element van Canon's Super Ultra-Low Dispersion glas.

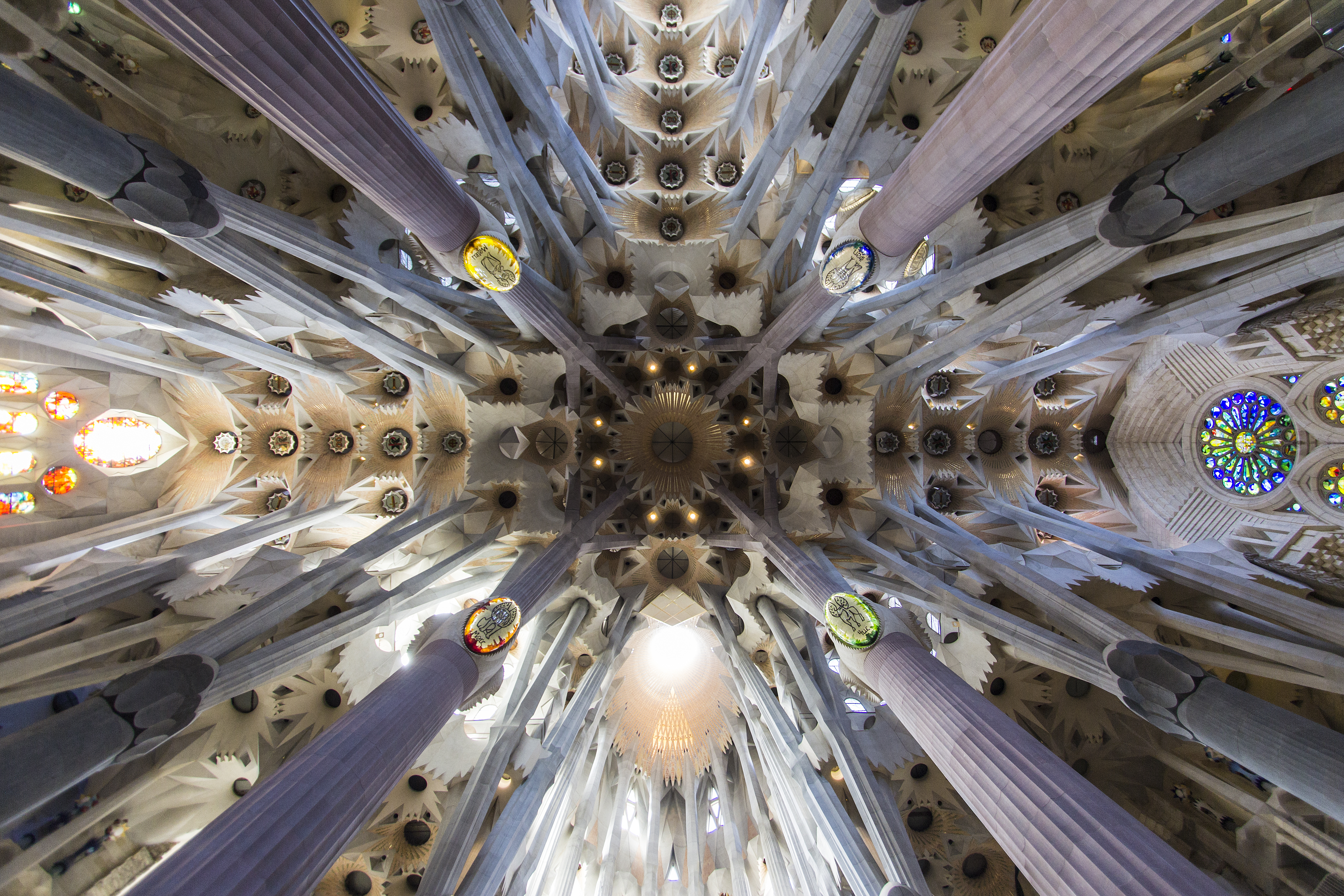
Foto van Sagrada Família genomen met EF-S 10-22mm

## Kenmerken
Sinds zijn onthulling heeft de EF-S 10-22mm veel waardering gekregen. Met een optische constructie gelijk aan die van L-objectieven is dit objectief verzekerd van zeer scherpe opnames. Ook de beperkte distortion en het relatief lage gewicht hebben bijgedragen aan de populariteit. Nadeel is echter dat aan de hoge optische kwaliteit een relatief hoog prijskaartje hangt. Daarnaast kan dit objectief uitsluitend gebruikt worden op EF-S-camera's wat hem minder aantrekkelijk maakt als langetermijn-investering.